# Gash-Barka
Gash-Barka je jedna od šest regija u Eritreji. Ova regija je bogata mineralima, uključujući zlato. Većina ljudi u ovom području su zdravi i dobro uhranjeni što je rijetkost u ovom području Afrike.

## Zemljopis
Regija Gash-Barka nalazi se na zapadu države na granici s Etiopijom i Sudanom. Graniči s eritrejskim regijama Anseba na sjeveru,  Maekel na istoku i Debub na jugu. Regija se prostire na 33200 km² te je po površini najveća eritrejska regija. Glavni grad regije je Barentu a ostali veći gradovi su Agordat (bivše središte regije), Molki, Sebderat i Teseney.

## Demografija
U regiji živi 1.103.742 stanovnika, dok je prosječna gustoća naseljenosti 33 stanovnika na km².

## Administrativna podjela
Regija je podjeljena na 14 distrikta:
- Agordat
- Barentu, Eritreja
- Dghe
- Forto
- Gogne
- Haykota
- Logo Anseba
- Mensura
- Mogolo
- Molki
- Omhajer (Guluj)
- Shambuko
- Tesseney
- Gornji Gash